# Tigris
Tigris (grč. ἡ Τίγρης; sumerski: Idigna; staroperzijski: Tigrā-; turski: Dicla; kurdski: Dîjle; arap. دجلة Diğlä; heb. חידקל Ḥîddeqel) je istočnija od dvije velike rijeke koje protječu Mezopotamijom (druga je Eufrat), a izvire u brdima Anatolije, te nastavlja kroz Irak do Perzijskog zaljeva.

## Etimologija
Izvorno je ime, čini se, ono sumersko - Idigna ili Idigina - a moglo bi se protumačiti kao „brza rijeka“ ili „tekuća rijeka“, čime se Tigris i razlikuje od mirnog Eufrata.
Srednjoperzijski Tigr znači „strijela“, no to vjerojatno nije bilo izvorno ime ove rijeke, već je iskovano, poput semitskih inačica, po sličnosti sa sumerskim predloškom.
Hrvatsko ime „Tigris“ dolazi iz grčkoga Τίγρης, što pak preuzima perzijsko ime rijeke.
Moguće je i kao ishodište imena vidjeti i u kurdskom jeziku, u kojem riječ tij znači oštar. Time bi se mogle objaniti obje inačice: Tigris i Dikle.
Još je jedan naziv u povijesti korišten za ovaj tok, a to je „Arvand“. Danas se to ime u perzijskom odnosi samo na donji tok Tigrisa, koji se na arapskom zove Šat al-Arab.

## Opis
Tigris je dugačak oko 1900 km, a istječe iz Armenskog visočja u istočnoj Turskoj. Teče uglavnom prema jugoistoku, dok se ne spoji s Eufratom blizu Al Qurne u južnom Iraku. Te dvije rijeke zajedno čine tok Šat al-Araba, koji se ulijeva u Perzijski zaljev. Ima mnogo pritoka, a najznačanije su Dijala, te Veliki i Mali Zab.

## Povijesno značenje
Na Tigrisu se smjestio irački glavni grad, Bagdad, dok je na jugu lučki grad Basra. Mnogi značajni povijesni gradovi bili su na obalama ili u blizini ove rijeke. Među njih se ubrajaju: Niniva, Ktezifont, Seleukija, dok je do grada Lagaš voda stizala iz Tigrisa kanalom iskopanim oko 2400. prije Krista. 
Tigris je stoljećima bio važan plovni put, a plovan je za brodove plitkog gaza sve do Bagdada, dok se splavima može uzvodno do Mosula, nekadašnje Ninive.
U 20. stoljeću smanjila se važnost ove rijeke kao transportnog pravca, nakon što su većinu prometa preuzele željeznička pruga (Basra-Bagdad-Mosul) i ceste.

## Iskorištavanje rijeke
Tigris je pregrađen mnogim branama, kako u Iraku, tako i u Turskoj, čime se dobiva voda za navodnjavanje suhih i polupustinjskih okolnih područja. Usto, podizanje brana omogućilo je zaštitu od poplava u Iraku nakon topljenja snijega u turskim planinama u travnju, po čemu je Tigris bio osobito poznat.
U posljednje vrijeme Turska izgrađuje nove brane na Tigrisu, što je postalo uzrokom raznih sporova, zbog utjecaja na okoliš, kao i zbog mogućeg ograničavanja propuštanja vode prema Iraku.